# Jean-Pierre Wintenberger
Jean-Pierre Wintenberger, né en 1954 à Neuilly-sur-Seine, mort le 23 janvier 2019, est un mathématicien français qui travaille en géométrie algébrique, arithmétique et en théorie des nombres. Il est  professeur de mathématiques à l'université de Strasbourg et membre de l'Institut universitaire de France.

## Biographie
Ancien élève de l'école normale supérieure (promotion 1973), Jean-Pierre Wintenberger est chercheur au CNRS de 1978 à 1987 à l'Institut Fourier de l'université Joseph-Fourier - Grenoble 1, où il soutient en 1978 une thèse de troisième cycle et en 1984 une thèse d'État sous la direction de Jean-Marc Fontaine. À la fin des années 1980, Wintenberger est à l'université Paris-Sud à Orsay. Depuis 1991 il est professeur à l'université de Strasbourg, où il est membre de l'Institut de recherche mathématique avancée (IRMA). En 2000, il était chercheur invité au Tata Institute of Fundamental Research. À partir de 2007, il est membre de l'Institut universitaire de France.

## Travaux
Les travaux de Wintenberger portent sur les corps p-adiques, les représentations p-adiques, la théorie de Hodge p-adique.
On lui doit en particulier les résultats suivants :
- Avec Chandrashekhar Khare, il a démontré[2],[3],[4] la conjecture de modularité de Serre sur la modularité des représentations de dimension 2, sur un corps fini, du groupe de Galois absolu de {\displaystyle \mathbb {Q} } (cette conjecture implique, entre autres, le dernier théorème de Fermat ou la conjecture de Shimura-Taniyama-Weil mais ces deux résultats avaient été démontrés antérieurement par Andrew Wiles et ses successeurs).
- Avec Jean-Marc Fontaine, il a développé[5],[6] la théorie du « corps des normes » qui fournit un lien entre le groupe de Galois absolu de {\displaystyle \mathbb {Q} _{p}}, corps des nombres p-adiques, et celui du corps {\displaystyle \mathbb {F} _{p}}((T)).  Cette théorie est une précurseur de la théorie du basculement (tilting) de Peter Scholze et a donné naissance à la théorie des (φ,Γ)-modules de Fontaine qui fournit une description des représentations du groupe de Galois absolu de {\displaystyle \mathbb {Q} _{p}} sur un corps p-adique.
- Il a établi[7]l'existence, pour les variétés projectives sur un corps p-adique, d'une décomposition naturelle de la cohomologie de Rham analogue à celle fournie par la théorie de Hodge pour les variétés projectives sur le corps {\displaystyle \mathbb {C} } des nombres complexes (i.e. un scindage canonique de la filtration de Hodge).

## Prix et distinctions
- 2008 - Premier lauréat du Prix Thérèse Gautier de l'Académie des sciences (créé en 2007), prix qui lui est attribué « pour ses résultats profonds sur les propriétés tanakienne des motifs et surtout pour sa contribution spectaculaire, avec Chandrashekhar Khare, à la résolution de la conjecture de modularité de Serre sur les représentations de dimension 2 à coefficients dans un corps fini du groupe de Galois absolu du corps des nombres rationnels. »[8]
- 2010 - Avec Chandrasekhar Khare Invited Speaker au Congrès international des mathématiciens in Hyderabad (« Serre's Modularity Conjecture »).
- 2011 - Lauréat, avec Chandrashekhar Khare, du prix Frank Nelson Cole en théorie des nombres de 2011, pour sa démonstration de la conjecture de modularité de Serre[9].